# Mavrovo
Mavrovo (makedonska: Маврово [ˈmavrɔvɔ] lyssna (fil)) är en ort i kommunen Mavrovo i Rostuša i nordvästra Nordmakedonien. Orten ligger vid Mavrovosjön och omges av ett bergigt landskap, vilket har gjort den till en turistort. Mavrovo hade 212 invånare vid folkräkningen år 2021.
Av invånarna i Mavrovo är 96,15 % makedonier, 0,96 % albaner och 0,96 % turkar (2021).